# Óscar Catacora
Óscar Quispe Catacora (Ácora, Puno; 18 de agosto de 1987-Conduriri, Puno; 26 de noviembre de 2021) fue un director de cine y guionista peruano.

## Biografía
Nació el 18 de agosto de 1987 en la comunidad campesina de Huaychani en la localidad de Ácora en la región Puno. En 2007 dirigió y actuó en el mediometraje El sendero del chulo. Dos años después ingresó en la Escuela Profesional de Arte de la Universidad Nacional del Altiplano (UNAP) para especializarse en teatro, pero finalmente abandonó la carrera para alistarse en el ejército peruano.
En 2011 comenzó estudios de Ciencias de la Comunicación Social en la UNA con el propósito de especializarse en producción audiovisual. Dos años más tarde, en 2013, escribió y dirigió La venganza del Súper Cholo. Ese mismo año Catacora ganó una subvención de cuatrocientos mil soles otorgados por el Ministerio de Cultura del Perú en el Concurso Nacional de Cinematografía para poder realizar su proyecto Wiñaypacha. La película —«el primer largometraje peruano rodado íntegramente en aimara»— es su ópera prima y fue presentada por Perú como candidata nacional a los premios Óscar de Hollywood como mejor película extranjera, aspirando también como candidata a mejor película iberoamericana en la 33 edición de los premios Goya en España. Fue ganadora del premio a mejor largometraje peruano 2018 otorgado por la Asociación Peruana de Prensa Cinematográfica (APRECI).
En 2018 volvió a obtener fondos del Ministerio de Cultura que le permitieron realizar su segundo largometraje, una película histórica sobre la rebelión indígena acaecida en el sur del Perú en 1780 y cuya presentación estaba prevista para que coincidiera con la celebración del Bicentenario del país en el año 2021.

## Fallecimiento
El 26 de noviembre de 2021, la productora Cine Aymara anunció el fallecimiento de Catacora durante la grabación de su nueva película titulada Yana-Wara en las partes altas del distrito de Conduriri en la provincia de El Collao debido a una apendicitis.

## Filmografía
- El sendero del chulo (2007, 45 min, ficción), director y actor.[10]
- La venganza del Súper Cholo (2013, 72 min, ficción), guionista.[11]
- Aventura sangrienta (2017, 88 min, ficción), director de fotografía.[12]
- Wiñaypacha (2018, 88 min, ficción), director, guionista y director de fotografía[13]
- Pakucha (2021, 80 min, documental), productor y director de fotografía.
- Yana-Wara (2023, 104 min, ficción), codirector, guionista y director de fotografía.[14]
- Los indomables (2024, 106 min, ficción), guionista.[15]

## Premios
- Premios a Mejor Director Joven, Mejor Ópera Prima y Mejor Fotografía en el Festival Internacional de Cine de Guadalajara (2018) por Wiñaypacha.[16]